# Sky One
Sky One (bis 31. März 2020: Sky 1) ist ein deutschsprachiger Pay-TV-Sender von Sky Deutschland, der am 3. November 2016 startete und sich selbst als „Entertainment-Sender“ deklariert. Der Sender ist Teil des Sky Entertainment-Pakets. Am 15. März 2020 wurde bekannt, dass Sky 1 ab 1. April 2020, auch in Deutschland, unter dem neuen Namen Sky One auftritt. Die Umbenennung wurde, wie angekündigt, zum 1. April 2020 vollzogen.

## Senderlogos

Logo von Sky One von 1. April 2020 bis 29. Juni 2020
Logo von Sky One HD von 1. April 2020 bis 29. Juni 2020
Logo von Sky One seit 30. Juni 2020
Logo von Sky One HD seit 30. Juni 2020

## Sky One Empfang
Satellit: Astra 19,2° Ost. Die Verbreitung von Sky 1 in Standardauflösung wurde Ende November 2018 eingestellt.
Kabel: Vodafone Kabel Deutschland, Unitymedia, Pÿur, Deutsche Telekom, NetAachen, NetCologne, Wilhelm.tel, RFT und M-net.
IPTV: Telekom Entertain, Vodafone, 1&1
TV-Streaming:  Sky Q, Sky Go, Sky Ticket

## Sky 1 +1 HD

Logo von Sky 1+1 HD

Zwischen dem 22. September 2017 und November 2018 sendete Sky 1 auch um eine Stunde zeitversetzt. Der Sender konnte über Astra und IPTV empfangen werden und war Teil des Entertainment-Pakets. Er wurde durch Sky Atlantic+1 HD ersetzt.

## Serien und Shows (Auswahl)
- 24: Legacy
- Babylon Berlin
- Ballers
- Borgia
- Brooklyn Nine-Nine
- Das Boot
- Der Doktor und das liebe Vieh
- Der Tatortreiniger
- Desperate Housewives
- Die Medici – Herrscher von Florenz
- Doc Martin
- Dogs Might Fly
- Eastbound & Down
- Elementary
- Elsbeth
- Family Law
- Gentleman Jack
- Grey’s Anatomy
- Eine Liga für sich – Buschis Sechserkette
- The Heart Guy
- Hooten & the Lady
- Kinopolis
- Ladykracher
- Lass es, Larry!
- Madam Secretary
- Madoff – Der 50-Milliarden Dollar Betrug
- MasterChef
- MasterChef USA
- Mitfahr-Randale – Wer aussteigt, verliert
- Mix up Art
- Modern Family
- Morgen hör ich auf
- Parks and Recreation
- Der Pass
- Patrick Melrose
- Quatsch Comedy Club
- The Real L Word
- Riviera
- Scrubs
- Sky Magazin
- Stan Lee’s Lucky Man
- Supernatural
- Vice Principals
- Victoria
- Wentworth
- World Wrestling Entertainment: (WWE Raw & Smackdown!)
- Xaviers Wunschkonzert Live
- Yonderland